# Батарейная рукоятка

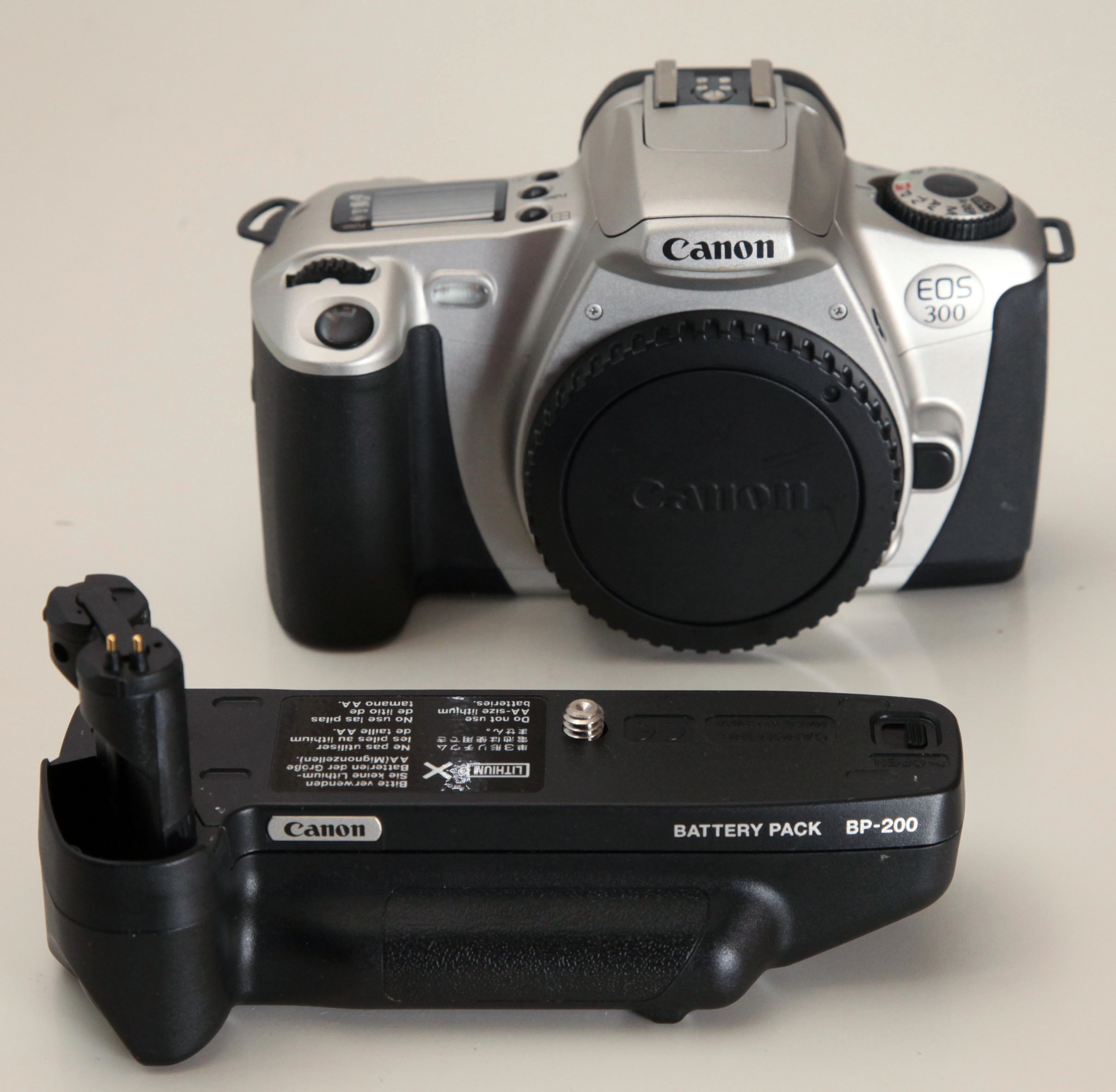
Фотоаппарат Canon EOS 300 и его батарейная рукоятка Canon BP-200

Батарейная рукоятка (батарейная ручка, бустер) — съёмная часть зеркальных цифровых и плёночных фотоаппаратов, содержащая дополнительные элементы питания и продающаяся как отдельная принадлежность. Такая разъёмная конструкция используется в камерах любительского и полупрофессионального уровня, повышая гибкость системы. Она даёт возможность работы как облегчённым фотоаппаратом только со штатной батареей, так и с полным комплектом питания, утяжеляющим камеру. Ручка прикрепляется снизу при помощи штативного гнезда, и делает съёмку вертикального кадра более удобной за счёт наличия дополнительных кнопок, дублирующих находящиеся на камере. В профессиональных камерах часть, соответствующая батарейной ручке, выполняется несъёмной.

## История
Первые батарейные рукоятки появились у плёночных однообъективных зеркальных фотоаппаратов, придя на замену приставным моторным приводам. Тенденция отказа от приставных моторов и курка взвода затвора в камерах с встроенным приводом привела к развитию модульной конструкции профессиональных и полупрофессиональных камер. Стали выпускаться батарейные рукоятки, в обиходе называвшиеся «бустерами» (англ. Power Drive Booster), повышающие ресурс питания и в некоторых случаях скорость протяжки плёнки. Причём для одной и той же модели могли выпускаться несколько модификаций батарейных блоков, в зависимости от использования которых изменялась модификация самой камеры. Так, фотоаппарат Nikon F4 назывался именно так в комплектации без батарейной рукоятки с держателем MB-20 на 4 стандартных батарейки АА. С рукояткой MB-21 на шесть батарей и с дополнительной спусковой кнопкой камера называлась Nikon F4s, а рукояткой MB-23 комплектовалась модель Nikon F4E. Дополнительно к этим моделям рукояток выпускалась «студийная» ручка MB-22 с питанием от сети переменного тока. Модульная конструкция позволяла формировать любую конфигурацию камеры присоединением различных рукояток, не перетяжеляя фотоаппарат.
Такая же система применялась и другими производителями фототехники. Например, профессиональные камеры серии Canon EOS-1 также могли использоваться без батарейного блока в лёгком варианте, или с одним из двух выпускающихся блоков BP-E1 на 4 или PDB-E1 на 8 батарей AA. Бустеры давали возможность работы с более дешёвыми батарейками, тогда как сама камера без них работала только с дорогой батареей 2CR5. Старшие модели бустеров профессиональных камер были рассчитаны также на использование мощного блока Ni-Cd или Ni-MH аккумуляторов.
В дальнейшем модульная конструкция получила наиболее широкое распространение в полупрофессиональных моделях, а профессиональные фотоаппараты, в том числе цифровые, стали проектироваться неразъёмными. Так, Nikon F5 обладал неразъёмным корпусом с встроенной вертикальной рукояткой и дополнительными кнопками. Эта же конструкция без изменений перешла в последующие цифровые модели серии Nikon D1, а серия камер Canon EOS-1D, в отличие от плёночных предшественников, Canon EOS-1 и Canon EOS-3 также сделана неразъёмной.

## Особенности
Как правило, конкретная модель батарейной ручки совместима только с одной или несколькими моделями камер, поскольку механические и электрические параметры разных камер могут существенно отличаться. В то же время производитель обычно предусматривает возможность использования ручки далеко не для всех своих фотоаппаратов. Например, в линейке DSLR Nikon для младших моделей D40 и D40x фирменные батарейные ручки не выпускались до 2008 года, для моделей среднего уровня D80, D90 и D300 Nikon выпускает соответствующие ручки, а модель высшего уровня D3 имеет неразборную конструкцию.
В нижней части батарейной рукоятки располагается дублирующее штативное гнездо для съёмки со штатива, поскольку штатное гнездо камеры занято.
Помимо фирменных батарейных ручек, выпускаемых производителями камер, на рынке присутствуют и ручки сторонних производителей. Причём такие ручки могут выпускаться даже для камер, для которых фирменных ручек не предусмотрено. Например, сторонними производителями выпускаются ручки для Sony A100, Nikon D40, Pentax K100D Super. Питание камере такие ручки подают, как правило, через гибкий кабель во вход, предназначенный для сетевого адаптера.
В некоторых случаях использование батарейной ручки также расширяет функциональные возможности камеры, например скорость серийной съемки фотоаппарата Nikon D700 после подключения ручки возрастает с 5 до 8 кадров в секунду.

## Достоинства и недостатки

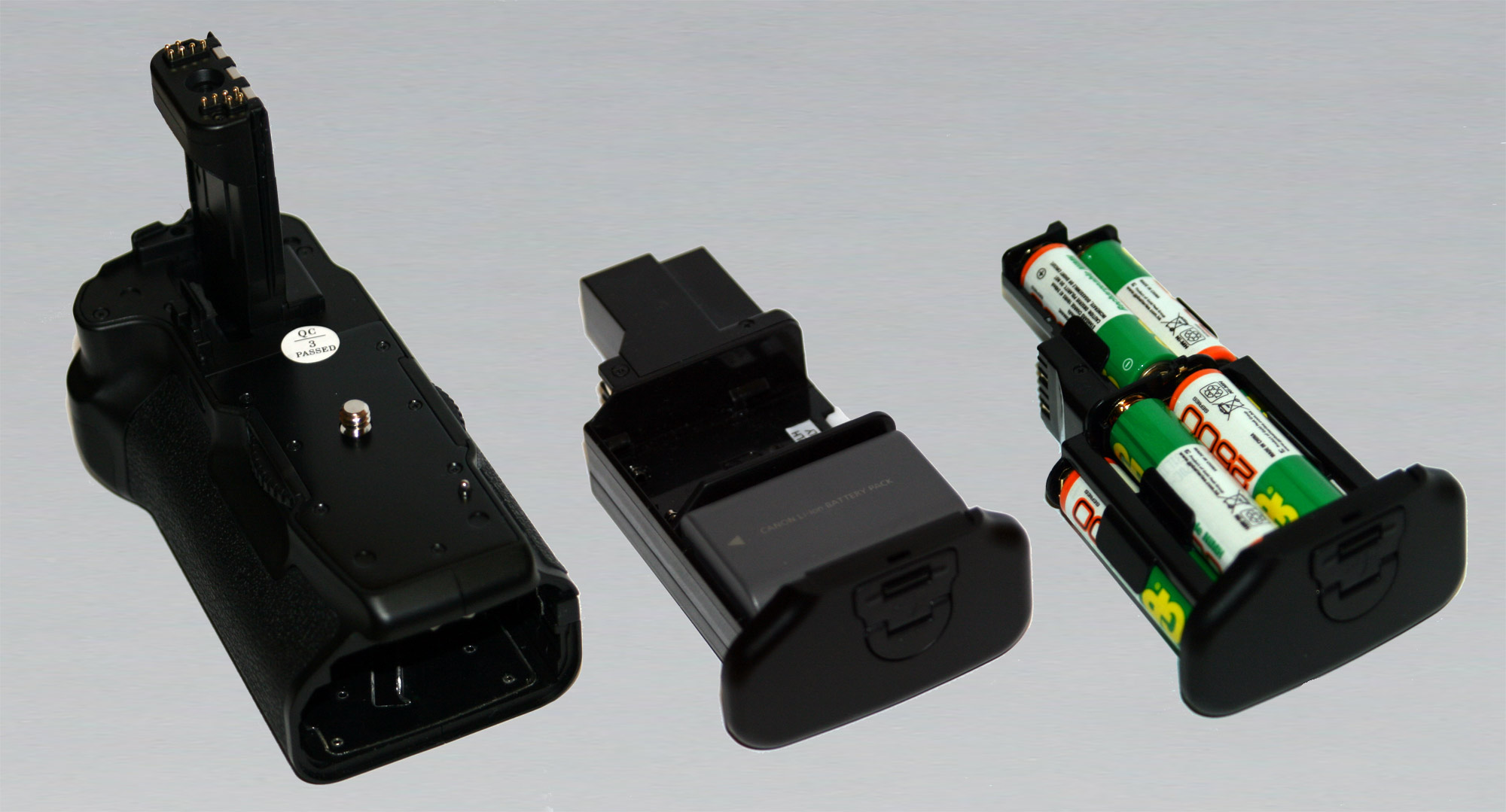
Батарейная ручка и две кассеты (для двух стандартных аккумуляторов и для шести элементов АА)

- Батарейная ручка в цифровых камерах позволяет использовать, кроме штатных аккумуляторов, распространённые в продаже щелочные элементы АА. Для этого в комплект рукоятки входит специальная кассета. В некоторых случаях это позволяет продолжить съёмку при невозможности перезарядки батарей. Рукоятка BP-200 (на снимке вверху) с плёночной камерой Canon EOS 300 так же давала возможность работать с аккумуляторами или батареями типоразмеров АА или CR-V3 вместо дорогостоящей штатной 2CR5, используемой в большинстве камер этого производителя;
- Форма рукоятки повышает удобство съёмки вертикального кадра, позволяя удерживать камеру. Большинство рукояток оснащается дополнительной отключаемой спусковой кнопкой для съёмки в таком положении. В современных цифровых камерах дублируется не только спуск, но и большинство функциональных кнопок, расположенных под пальцами правой руки;
- Присоединённая ручка изменяет расположение центра тяжести фотоаппарата, делая его более эргономичным и «хватким»;
- Разборная конструкция обладает недостаточной жёсткостью, сказывающейся, например, при съёмке со штатива. Поэтому от неё отказались в профессиональных моделях;
- Наличие разъёмных электрических соединений снижает надёжность камеры при частой сборке-разборке;
- Камера с надетой рукояткой занимает больше места и требует кофр или чехол большего размера.